# Helladia alziari
Helladia alziari là một loài bọ cánh cứng trong họ Cerambycidae.